# میسلکوویتسه
میسلکوویتسه (به چکی: Myslkovice) یک منطقهٔ مسکونی در جمهوری چک است که در منطقه تابور واقع شده‌است. میسلکوویتسه ۴٫۸۷ کیلومتر مربع مساحت و ۳۶۲ نفر جمعیت دارد و ۴۵۰ متر بالاتر از سطح دریا واقع شده‌است.